# Hybosema ehrenbergii
Hybosema ehrenbergii là một loài thực vật có hoa trong họ Đậu. Loài này được (Schltdl.) Harms mô tả khoa học đầu tiên.